# Saskatchewan (municipalité rurale)
Pour les articles homonymes, voir Saskatchewan (homonymie).
Saskatchewan est une municipalité rurale du Manitoba située dans le centre-ouest de la province. La population de la municipalité s'établissait à 593 personnes en 2006. La ville de Rapid City est située sur le territoire de la municipalité rurale.

## Territoire
Les communautés de Basswood sont situées sur le territoire de la municipalité rurale de Saskatchewan.

## Référence
- (en) Cet article est partiellement ou en totalité issu de l’article de Wikipédia en anglais intitulé « Rural Municipality of Saskatchewan » (voir la liste des auteurs).